# Bunchosia cauliflora
Bunchosia cauliflora es una especie de plantas con flores perteneciente a la familia Malpighiaceae. Es endémica de  Ecuador.  Su hábitat natural son las selvas húmedas tropicales o subtropicales de tierras bajas. 

## Descripción
Es un arbusto o pequeño árbol natural del Ecuador amazónico. Tiene dos colonias conocidas, una dentro del Parque nacional Yasuní, cerca de la Reserva Étnica Huaorani. La otra ha sufrido la fragmentación de su hábitat pero aún persiste en el Bosque Protector de la estación del INIAP o en el Bosque Protector Lago Agrio. Crece en pequeño número y no se han encontrado en los tres últimos inventarios de 200,000 árboles en el Parque nacional Yasuní (N. Pitman et al., N. Romero-Saltos et al., N. Valencia et al.). 